# Nahitan Nández
Nahitan Nández (Punta del Este, 28 december 1995) is een Uruguayaans voetballer die doorgaans als centrale middenvelder speelt. Hij tekende in augustus 2019 een contract tot medio 2024 bij Cagliari, dat €18.000.000,- voor hem betaalde aan Boca Juniors. Nández debuteerde in 2015 in het Uruguayaans voetbalelftal.

## Clubcarrière
Nández is een jeugdproduct van Peñarol. Op 1 maart 2014 debuteerde hij in de Uruguayaanse Primera División, tegen Danubio. De middenvelder viel na 57 minuten in voor Antonio Pacheco D'Agosti. Op 13 september 2014 maakte hij zijn eerste competitietreffer, tegen Sud América. Op 15 oktober 2014 maakte Nández zijn debuut in de Copa Sudamericana, tegen Estudiantes.

## Clubstatistieken
| Seizoen     | Club         | Competitie       | Competitie | Competitie | Beker | Beker | Internationaal | Internationaal | Totaal | Totaal |
| Seizoen     | Club         | Competitie       | Wed.       | Dlp.       | Wed.  | Dlp.  | Wed.           | Dlp.           | Wed.   | Dlp.   |
| ----------- | ------------ | ---------------- | ---------- | ---------- | ----- | ----- | -------------- | -------------- | ------ | ------ |
| 2013/14     | Peñarol      | Primera División | 5          | 0          | 0     | 0     | 1              | 0              | 6      | 0      |
| 2014/15     | Peñarol      | Primera División | 10         | 0          | 0     | 0     | —              | —              | 10     | 0      |
| 2015/16     | Peñarol      | Primera División | 28         | 1          | 0     | 0     | 5              | 0              | 33     | 1      |
| 2016        | Peñarol      | Primera División | 12         | 0          | 0     | 0     | 1              | 0              | 13     | 0      |
| 2017        | Peñarol      | Primera División | 20         | 7          | 0     | 0     | 4              | 0              | 24     | 7      |
| Club totaal | Club totaal  | Club totaal      | 75         | 8          | 0     | 0     | 11             | 0              | 86     | 8      |
| 2017/18     | Boca Juniors | Primera División | 24         | 4          | 2     | 0     | 11             | 0              | 37     | 4      |
| 2018/19     | Boca Juniors | Primera División | 12         | 2          | 2     | 0     | 8              | 0              | 22     | 2      |
| Club totaal | Club totaal  | Club totaal      | 36         | 6          | 4     | 0     | 19             | 0              | 59     | 6      |
| 2019/20     | Cagliari     | Serie A          | 9          | 1          | 1     | 0     | –              | –              | 10     | 1      |
| Club totaal | Club totaal  | Club totaal      | 9          | 1          | 1     | 0     | 0              | 0              | 10     | 1      |

Bijgewerkt t/m 27 oktober 2019

## Interlandcarrière
Bondscoach Oscar Tabárez riep Nández in augustus 2015 voor het eerst op voor het Uruguayaans voetbalelftal. Hij maakte op 9 september 2015 zijn debuut als international, in een oefeninterland tegen Costa Rica. Nández viel na 37 minuten in voor Diego Rolán. Nández maakte eveneens deel uit van de Uruguayaanse selectie die deelnam aan het WK 2018 in Rusland. Uruguay verloor in de kwartfinale met 2–0 van de latere wereldkampioen Frankrijk. Nández kwam in alle vijf de duels in actie voor zijn vaderland. Dat deed hij een jaar later ook in alle vier de wedstrijden die Uruguay speelde op de Copa América 2019.

## Erelijst
| Competitie                |         |         |         |         |
| Competitie                | Aantal  | Jaren   |         |         |
| Peñarol                   | Peñarol | Peñarol | Peñarol | Peñarol |
| ------------------------- | ------- | ------- | ------- | ------- |
| Kampioen Primera División | 1x      | 2015/16 |         |         |
| Boca Juniors              |         |         |         |         |
| Kampioen Primera División | 1x      | 2017/18 |         |         |
| Supercopa Argentina       | 1x      | 2018    |         |         |